# 新融宇集團
新融宇集團（控股）有限公司，簡稱新融宇集團（控股）和新融宇集團（英語：Infinity Financial Group (Holdings) Limited，港交所：1152），在1995年由任德章（前董事長）、王勤勤及王達偉，於香港（總部）創立，名為「豐臨針織有限公司」。
董事長為余學明。現時業務在中國內地經營設計、生產及銷售毛衣產品。
招股價為0.5港元，發行股份為104,000,000股，集資額為52,000,000港元，主要用來購買電腦化針織機等營運。而股份則在2011年10月28日於香港交易所主板上市。

## 連結
- 1152.com.hk （页面存档备份，存于）
- Fornton.com （页面存档备份，存于）